# شيلبي باك
شيلبي باك (بالإنجليزية: Shelby Bach)‏ (28 أغسطس 1986)؛ كاتِبة مُتخصِّصة في أدب الأطفال وروائية أمريكية. درست في كلية فاسار.